# Jewgienija Biriukowa
Jewgienija Biriukowa (ur. 18 grudnia 1952 w Baku) – azerska tenisistka, wcześniej reprezentująca ZSRR.

## Kariera tenisowa
W 1971 roku brała udział w międzynarodowych mistrzostwach Polski w tenisie. W finale gry pojedynczej przegrała z Olgą Morozową 3:6, 1:6. W spotkaniu o tytuł deblowy razem z Morozową pokonały Odile de Roubin i Christinę Lindström 4:6, 6:4, 6:0.
W 1972 roku została mistrzynią Związku Radzieckiego w tenisie; sezon kończyła jako najwyżej sklasyfikowana zawodniczka radziecka. W tym samym roku wspólnie z Janet Young wygrały turniej deblowy w Adelaide, w meczu mistrzowskim pokonując parę Evonne Goolagong–Helen Gourlay 6:3, 6:2. We wrześniu 1973 roku awansowała do finału zawodów singlowych w Charlotte, w którym przegrała z Evonne Goolagong 2:6, 0:6.
W rywalizacji singlowej i deblowej uczestniczyła we wszystkich turniejach zaliczanych do Wielkiego Szlema. W 1973 roku osiągnęła półfinał French Open w grze podwójnej kobiet.
W 1977 roku podczas letniej uniwersjady w Sofii zdobyła trzy brązowe medale: w grze pojedynczej, podwójnej i mieszanej. Dwa lata później w Meksyku zajęła drugie miejsce w rozgrywkach singlowych i mikstowych, natomiast w deblu uzyskała trzecią pozycję.

## Historia występów wielkoszlemowych
Legenda
     W, wygrany turniej
     F, przegrana w finale
     SF, przegrana w półfinale
     QF, przegrana w ćwierćfinale
     xR, przegrana w x rundzie
     Qx, przegrana w x rundzie kwalifikacji
     A, brak startu
     NH, turniej nie odbył się

### Występy w grze pojedynczej
| Turniej         | 1972 | 1973 | Tytuły | Z–P   |
| --------------- | ---- | ---- | ------ | ----- |
| Australian Open | A    | 3R   | 0 / 1  | 1 – 1 |
| French Open     | A    | 1R   | 0 / 1  | 0 – 1 |
| Wimbledon       | 2R   | A    | 0 / 1  | 1 – 1 |
| US Open         | A    | 1R   | 0 / 1  | 0 – 1 |

### Występy w grze podwójnej
| Turniej         | 1972 | 1973 | Tytuły | Z–P   |
| --------------- | ---- | ---- | ------ | ----- |
| Australian Open | A    | QF   | 0 / 1  | 1 – 1 |
| French Open     | A    | SF   | 0 / 1  | 3 – 1 |
| Wimbledon       | 1R   | A    | 0 / 1  | 0 – 1 |
| US Open         | A    | 1R   | 0 / 1  | 0 – 1 |

### Występy w grze mieszanej
| Turniej         | 1972 | 1973 | Tytuły | Z–P   |
| --------------- | ---- | ---- | ------ | ----- |
| Australian Open | A    | A    | 0 / 0  | 0 – 0 |
| French Open     | A    | 2R   | 0 / 1  | 1 – 1 |
| Wimbledon       | 2R   | A    | 0 / 1  | 1 – 1 |
| US Open         | A    | 2R   | 0 / 1  | 1 – 1 |

## Finały turniejów WTA
| Legenda                | Legenda |
| ---------------------- | ------- |
| Wielki Szlem           |         |
| Igrzyska olimpijskie   |         |
| WTA Tour Championships |         |
| 1971 – 1987            |         |
| Virginia Slims Circuit |         |
| Grand Prix Series      |         |
| Colgate Series         |         |

### Gra pojedyncza 1 (0–1)
| Końcowy wynik | Nr | Data             | Turniej   | Nawierzchnia | Przeciwniczka    | Wynik finału |
| ------------- | -- | ---------------- | --------- | ------------ | ---------------- | ------------ |
| Finalistka    | 1. | 16 września 1973 | Charlotte | Ceglana      | Evonne Goolagong | 2:6, 0:6     |

### Gra podwójna 1 (1–0)
| Końcowy wynik | Nr | Data            | Turniej  | Nawierzchnia    | Partnerka       | Przeciwniczki                    | Wynik finału  |
| ------------- | -- | --------------- | -------- | --------------- | --------------- | -------------------------------- | ------------- |
| Zwyciężczyni  | 1. | 21 lutego 1971  | Moskwa   | Dywanowa (hala) | Maryna Kroszyna | Jelena Granaturowa Olga Morozowa | 7:6, 5:7, 7:5 |
| Zwyciężczyni  | 2. | 17 grudnia 1972 | Adelaide | Trawiasta       | Janet Young     | Evonne Goolagong Helen Gourlay   | 6:3, 6:2      |

### Gra mieszana 1 (0–1)
| Końcowy wynik | Nr | Data           | Turniej | Nawierzchnia    | Partner            | Przeciwnicy                        | Wynik finału |
| ------------- | -- | -------------- | ------- | --------------- | ------------------ | ---------------------------------- | ------------ |
| Finalistka    | 1. | 21 lutego 1971 | Moskwa  | Dywanowa (hala) | Siergiej Lichaczow | Olga Morozowa Aleksandre Metreweli | 3:6, 4:6     |